# Saint-Jean-de-Trézy
Saint-Jean-de-Trézy è un comune francese di 321 abitanti situato nel dipartimento della Saona e Loira nella regione della Borgogna-Franca Contea.

## Società

### Evoluzione demografica
Abitanti censiti